# Mare fuori
 (juin 2025).
Mare fuori (lit. Mer dehors), aussi connue sous le titre international The Sea Beyond, est une série télévisée italienne créée par Cristiana Farina et diffusée depuis le 23 septembre 2020 sur Rai 2.

## Synopsis
Paola Vinci vient d'être fraîchement promue à la tête d'un établissement pénitentiaire pour mineurs (EPM) à Naples. Elle s'efforce de leur venir en aide avec l'appui de Massimo Esposito, le commandant de la police locale. Elle est très vite confrontée à la violence de ces adolescents perturbateurs, dont le gang Ricci qui fait la loi au sein de l'institut.
L'arrivée de deux nouveaux intensifie encore les tensions au sein de l'EPM. Filippo Ferrari et Carmine Di Salvo sont incarcérés à la suite d'évènements sordides. D'un côté, Filippo, issu d’une famille aisée, ambitionne d'être musicien professionnel. De l'autre, Carmine, lui, souhaite devenir coiffeur et échapper ainsi à l'emprise de sa famille mafieuse. Une amitié sincère lie bientôt le tandem mais celui-ci attire vite l'animosité de Ciro Ricci et sa bande.
Pour les jeunes gens du pénitencier, cette vue magnifique sur la mer et la promesse ténue d'un avenir constituent les seules choses qu'ils possèdent encore.

## Distribution
| Interprète              | Rôle                            | Saison |
| ----------------------- | ------------------------------- | ------ |
| Carmine Recano          | Massimo Esposito                | 1 –    |
| Massimiliano Caiazzo    | Carmine Di Salvo                | 1 –    |
| Nicolas Maupas          | Filippo Ferrari                 | 1 –    |
| Matteo Paolillo         | Edoardo Conte                   | 1 –    |
| Artem Tkachuk           | Pino Pagano                     | 1 –    |
| Domenico Cuomo          | Gianni "Cardiotrap"             | 1 –    |
| Clotilde Esposito       | Silvia Scacco                   | 1 –    |
| Antonio D'Aquino        | Milos                           | 1 –    |
| Ludovica Coscione       | Teresa Polidori                 | 1 –    |
| Chiara Primavesi        | Anita Ferrari                   | 1 –    |
| Agostino Chiummariello  | Gennaro                         | 1 –    |
| Vincenzo Ferrera        | Giuseppe "Beppe" Romano         | 1 –    |
| Antonio De Matteo       | Lino                            | 1 –    |
| Kyshan Clare Wilson     | Kubra Hailo                     | 2 –    |
| Alessandro Orrei        | Mimmo                           | 2 –    |
| Maria Esposito          | Rosa Ricci                      | 2 –    |
| Giuseppe Tantillo       | Alfredo D'Angelo                | 2 –    |
| Lucrezia Guidone        | Sofia Durante                   | 3 –    |
| Francesco Panarella     | Luigi « Cucciolo » Di Meo       | 3 –    |
| Giuseppe Pirozzi        | Raffaele « Micciarella » Di Meo | 3 –    |
| Salahudin Tijani Imrana | Diego « Dobermann »             | 3 –    |
| Clara Soccini           | Giulia                          | 3 –    |

## Production

### Développement
Le projet est né il y a plus de quinze ans[Quand ?], à la suite du séminaire de Cristiana Farina à la prison pour mineurs de Nisida (en italien : Carcere minorile di Nisida). De cette excursion naît l'idée d'une série centrée sur un institut pénitentiaire pour mineurs fictif, vaguement inspiré par Nisida et situé à Naples.
La showrunneuse Cristiana Farina revient sur la série en ces termes : « Définir Mare fuori comme l'anti-Gomorra est un raccourci journalistique. La différence substantielle repose sur le fait que dans la série tirée du livre de Roberto Saviano, un seul point de vue est choisi […]. Dans Mare fuori, au contraire, il y a trois points de vue : celui des détenus, de leur famille et de ceux qui travaillent au sein de la prison pour les rééduquer à la légalité ». Elle ajoute que si Mare fuori ne se revendique pas comme un docufiction, de nombreux éléments sont inspirés de faits réels : l'équipe a ainsi recueilli des témoignages « dans de nombreuses prisons, pas seulement à Nisida » et « beaucoup travaillé avec l'association[Laquelle ?] qui s'occupe de la réinsertion des jeunes dans le monde du travail ». Farina définit Mare fuori comme un roman d'apprentissage, où les protagonistes « sont appelés à se confronter à la partie la plus laide d'eux-mêmes dans le but de l'accepter et de la comprendre pour pouvoir ensuite la dépasser ». Elle réfute tout pessimisme sur ses personnages ou ses intrigues : « L'adolescence est un âge où le changement est encore possible ; si quelqu'un vous tient la main et vous montre le chemin, la possibilité de rédemption existe ».

### Attribution des rôles

#### Personnages principaux
- Massimo Esposito (Carmine Recano) : le commandant de la police pénitentiaire (saison 1 - en cours).
- Carmine Di Salvo (Massimiliano Caiazzo) : fils d'une famille Camorra bien connue, il cherche la rédemption et ambitionne de devenir coiffeur. Sa volonté de s'émanciper du milieu mafieux tourne court à la suite d'un accident meurtrier. Il est incarcéré avec Filippo comme compagnon de cellule et une amitié solide liera les deux garçons. Il connaît une relation amoureuse tragique avec Nina, la mère de sa fille Futura. Il est par la suite confronté à Rosa Ricci, la sœur de Ciro qui a juré sa perte. Malgré l'aversion manifeste de cette dernière, ils nouent une relation attirance-haine ambiguë (saison 1 - 4).
- Pino (Artem Tkachuk) : Pino appartient à la bande de Ciro. Tout d'abord violent, tortionnaire et orgueilleux, des évènements traumatisants le poussent à se rapprocher de Carmine et Filippo puis à manifester une affection sincère pour Kubra. Il témoigne de beaucoup de patience et d'amour vis à vis des animaux (saison 1 - en cours).

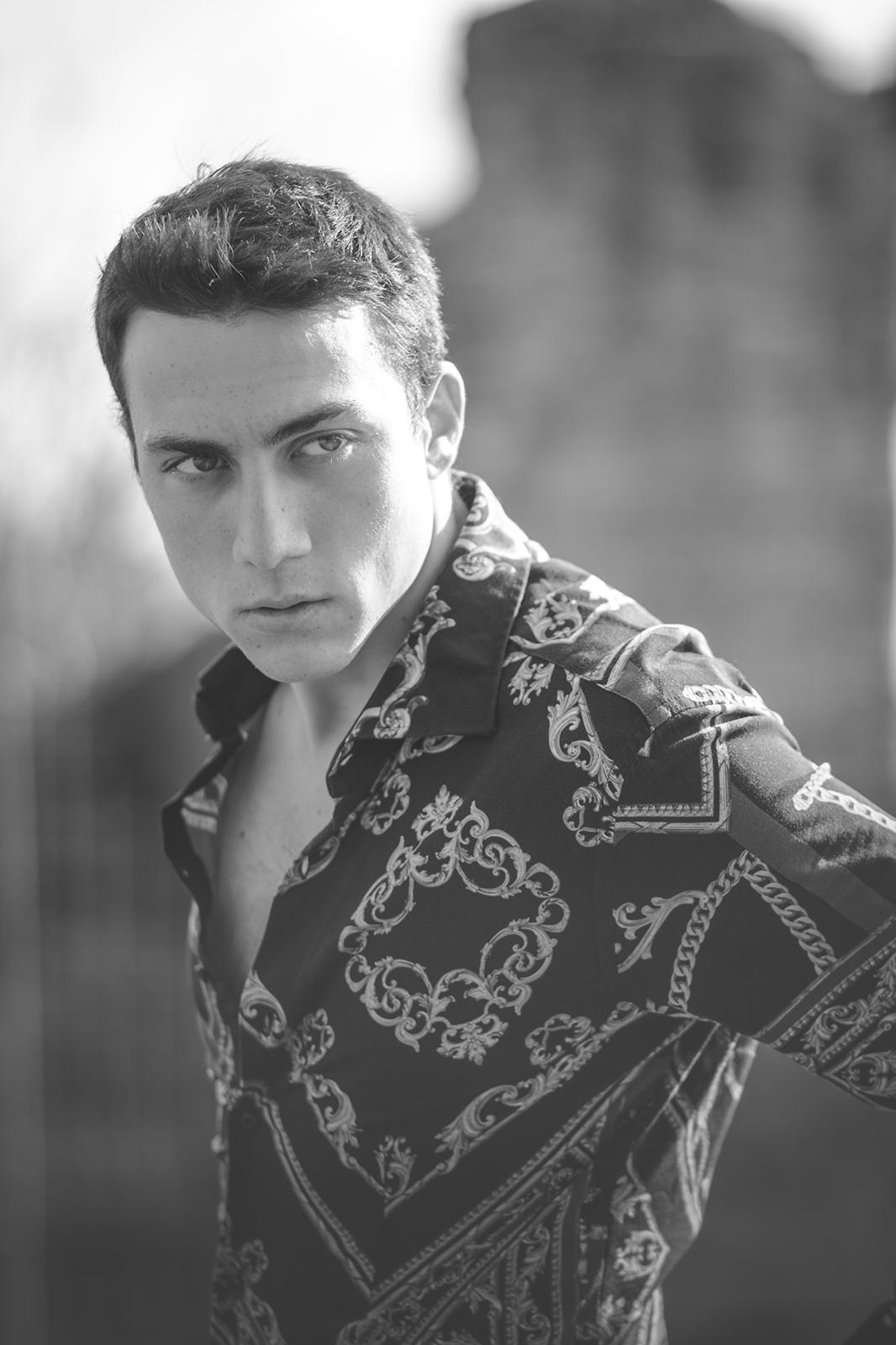
Matteo Paolillo (Edoardo).

- Edoardo «Edo» Conte (Matteo Paolillo):

il a grandi dans le quartier de Forcella où il a été arrêté pour trafic de drogue. Il est marié à Carmela, une jeune fille qu'il délaisse. Le couple a un fils, Ciro, pour lequel il est peu présent. Edoardo s'impose comme l'exact opposé de Carmine, qui connaît pourtant un parcours similaire au sien. Il fait partie du clan Ricci dont il est considéré comme le bras droit principal. Il est obsédé par la figure du tigre, un animal auquel il s'identifie. Sa passion est la poésie, pour laquelle il a un grand potentiel ; il est hélas incapable de s'engager dans son art. La rédemption qu'il esquisse aux côtés de Teresa est mise à mal par sa fascination pour la violence, ses tendances à la manipulation et sa vie familiale compliquée. Si sa mère Rosa met tout en œuvre pour le protéger, elle ne parvient pas à l'éloigner du milieu mafieux (saison 1 - 4).
- Gianni «Cardiotrap» (Domenico Cuomo) : garçon doux à l'apparence innocente, il rêve de devenir chanteur et a choisi le pseudonyme Cardiotrap. Il cherche à extirper sa mère de l'emprise de son père, homme violent et manipulateur. Gianni finit en prison pour avoir volé une femme âgée, décédée lors de son cambriolage. Lui et Filippo deviennent de bons amis, liés par l'amour de la musique. Gianni s'attache également à Gemma, une jeune fille maltraitée par Fabio, son petit ami toxique (saison 1 - en cours).
- Silvia Scacco (Clotilde Esposito) : adolescente coquette, la séduction est devenue son arme principale sur les conseils de sa mère. Elle s'est retrouvée à tort accusée de possession de cocaïne et envoyée à l'IPM. Dotée d'une personnalité gentille, affable et sociable, elle est une bonne amie de Naditza, Serena, Gemma, Kubra et Rosa (saison 1 - en cours).
- Milos (Antonio D'Aquino) : un gitan sinti emprisonné à l'IPM, membre du gang de Ciro puis principal allié d'Edoardo. Il a un tempérament apparemment moins agressif et impétueux que ses amis ; son caractère le pousse à suivre le groupe et il se limite le plus souvent à suivre les ordres sans s'y opposer. D'un naturel réservé et observateur, il se révèle souvent plus réfléchi. Dans la seconde saison, il est révélé qu'il vivait avec une personne transgenre nommée Luna, qu'il cache soigneusement à ses amis (saison 1 - en cours).
- Teresa Polidori (Ludovica Coscione) : talentueuse lycéenne qui vit dans le quartier de Vomero. Elle participe à l'organisation d'un projet artistique au sein de l'IPM, à travers lequel elle rencontre Edoardo. Il cherche aussitôt à la séduire et elle finit par s'éprendre à son tour de ce garçon aux antipodes de son monde. Lorsqu'elle apprend par Liz qu'Edoardo a une femme et un enfant à naître, Teresa met fin à la relation. Le jeune homme essaie de la reconquérir, en vain: il cède à ses pulsions violentes lors d'une altercation, devant une Teresa paniquée et furieuse. La lycéenne comprend la nature profonde d'Edoardo et refuse dès lors tout contact avec lui. Elle sera pourtant la première à apporter son secours lorsqu'il sera en danger (saison 1 - en cours).
- Gennaro (Agostino Chiummariello) : officier de prison vétéran, il a plusieurs années de service derrière lui. Il ne laisse personne l'intimider, pas même les prisonniers les plus dangereux, et ne tolère ni l'irresponsabilité ni la violence. Il est strict et pragmatique avec les garçons, mais sait adopter une approche paternelle et protectrice envers eux lorsqu'il juge cela nécessaire (saison 1 - en cours).
- Giuseppe «Beppe» Romano (Vincenzo Ferrera) : éducateur de l'Institut. Il est issu d'une famille aisée qui possède une grande entreprise dont, par choix, il a décidé de ne pas faire partie. Sa nature philanthrope l'oppose à son frère. A son sens, tous les détenus ont droit à une seconde chance : il croit à leur réinsertion dans la société. Il avait l'habitude de naviguer à un niveau compétitif et organiser dès que possible des excursions en bateau avec les jeunes gens de l'IPM (saison 1 - en cours).
- Lino (Antonio De Matteo) : surveillant de prison, souvent victime plus ou moins involontaire des revendications, licites ou non, des détenus qu'il est censé surveiller. Sa principale source de corruption est Ciro, à qui il accorde des faveurs et des informations lorsque ce dernier les lui demande. Ce choix n'est pas dicté par la cupidité ou une ambition personnelle: Lino juge nécessaire de faire des compromis avec les garçons les plus dangereux pour maintenir l'équilibre de l'IPM. Il est plus rigide et moins sensible que Massimo ou Gennaro mais se soucie du groupe à sa manière (saison 1 - en cours).
- Kubra Hailo (Kyshan Clare Wilson) : jeune adolescente afro-italienne. Elle se retrouve à la prison pour mineurs de Naples après avoir poignardé sa mère Latifah. Celle-ci a tenté de la prostituer et Kubra, poussée à bout et brisée par sa demande, s'en est pris violemment à Latifah. Elle esquisse une relation de confiance avec Pino (saison 2 - 4).
- Mimmo (Alessandro Orrei) : jeune criminel protégé par Wanda Di Salvo, il se présente comme un ami d'Edoardo. Agent double et ambitieux, il est prêt à trahir à la fois son ami et le clan Ricci dont il fait officiellement partie pour gravir les échelons du crime. Il se laisse arrêter pour possession de cocaïne et enfermer à l'IPM. Il agit soi-disant pour le compte de Don Salvatore Ricci et est supposé faire évader Edoardo une fois dans l'enceinte. S'il semble ne servir que ses intérêts personnels, les évènements qu'il endure le pousse à s'interroger sur le cadre dans lequel il évolue depuis toujours (saison 2 - en cours).
- Rosa «Tarentella» Ricci (Maria Esposito) : sœur cadette de Ciro et Pietro, elle entre à l'IPM après avoir titré sur le cousin d'Edoardo. Son arrestation est volontaire : elle cible Carmine et Mimmo qu'elle juge responsables du sort de ses frères et entend bien les tuer. Sa relation avec Carmine prend toutefois une tournure très complexe, oscillant entre une attirance indéniable et une haine viscérale. Elle et Edoardo sont de vieux amis (saison 2 - en cours).
- Alfredo D'Angelo (Giuseppe Tantillo) : avocat de famille Ricci, il a des relations dans la pègre. Sous le faux nom de Mirko Martinelli, il fait arrêter Silvia injustement, lui confiant à son insu la cocaïne pour laquelle elle est condamnée à la prison (saison 2 - 4).
- Sofia Durante (Lucrezia Guidone) : employée comme éducatrice à l'IPM, elle possède une formation collégiale de premier ordre. Elle a grandi dans les quartiers miteux de Rome (saison 3 - en cours).
- Luigi «Cucciolo» Di Meo (Francesco Panarella) : il est l'aîné des frères Di Meo et vit principalement de ses vols. Il est lié à la famille de Carmela, la compagne d'Edoardo. Entre un père inexistant et une mère toxicomane violente, Cucciolo est le seul à s'occuper de son petit frère Micciarella. Il est homosexuel, ce qu'il n'a jamais confié à personne, ni à ses amis ni à sa famille. Il projette un temps de s'enfuir à Berlin avec son petit ami Matteo mais leur projet est ruiné par le père de ce dernier. Luigi se fait délibérément arrêter pour avoir vandalisé un hôpital, dans le but d'intégrer le clan d'Edoardo (saison 3 - en cours).
- Raffaele «Micciarella» Di Meo (Giuseppe Pirozzi): le cadet des Di Meo, que Cucciolo a bien du mal à gérer. Micciarella cherche toujours les ennuis et les querelles. Si Cucciolo fait tout pour l'exclure de ses plans et le protéger, Micciarella parvient à se fait arrêter avec lui pour vandalisme (saison 3 - en cours).
- Diego « Dobermann » (Salahudin Tijani Imrana) : garçon d'origine nigériane, ami et complice des frères Di Meo. Il se joint à leur escapade à l'hôpital et finit par intégrer lui-aussi le clan d'Edoardo (saison 3 - en cours).
- Giulia (Clara Soccini) : trappeuse assez célèbre, ambitieuse et provocante, elle est arrêtée puis emmenée à l'IPM. Elle se scarifie, ce qui selon elle exprime un sentiment d'invincibilité. Elle ne se laisse intimider par personne (saison 3 - 4).

#### Personnages récurrents
- Donna Wanda Di Salvo (Pia Lanciotti) : la mère de Carmine et Ezio, femme redoutée et respectée du crime napolitain. Son fils aîné Ezio a sa préférence, ce dernier étant un membre actif de la Camorra. Si elle aime Carmine d'une certaine manière, elle n'a jamais accepté sa nature honnête et bienfaitrice. Elle essaie constamment de l'amener à rejoindre ses rangs (saison 1 - en cours).
- Don Salvatore Ricci (Raiz) : le père de Pietro, Ciro et Rosa. Il est l'un des patrons de la Camorra les plus redoutés et les plus dangereux de Naples. Ciro considère son approbation comme sacrée et fait tout pour l'obtenir. Ebranlé par des évènements tragiques, son clan se retrouve acculé par les Di Salvo (saison 1 - 4).
- Tal et Donka (Ivan Franek et Julija Majarčuk) : les parents de Naditza, qui ont tenté à plusieurs reprises de la marier à divers prétendants pour obtenir une dot importante. La jeune fille préfère de loin rester à l'IPM plutôt que de vivre avec eux, quitte à se faire sciemment arrêter (saison 1-2).
- Docteur Gaetano (Luca Lombardi) : le médecin qui travaille à l'infirmerie de l'IPM. C'est un homme affable et attentionné. En raison de sa nature naïve, il est facilement manipulable (saison 1 - en cours).
- Nanà (Titti Nuzzolese) : la mère de Pino. Elle l'a élevé seule et s'avère incapable de cadrer son fils, malgré tout l'amour qu'elle lui porte (saison 1 - en cours).
- Consuelo Gomes (Desiree Popper) : la femme de Massimo et la mère de Pietro. Elle a toujours voulu être actrice mais travaille comme présentatrice météo dans une émission plutôt obscure. C'est une femme ambitieuse et insatisfaite. Elle a une très mauvaise opinion de son mari et de son travail, c'est pourquoi leur mariage est loin d'être heureux (saison 1 - en cours).
- Paolo (Carlo Guitto) : le père de Gianni. Homme violent tant envers sa femme qu'envers son fils, il ne semble pas éprouver d'affection désintéressée envers ce dernier et n'hésite pas à l'exploiter pour son profit personnel. De manière indéterminée, il a d'évidents contacts avec le monde du crime et la Camorra (saison 1-2).
- Sara (Roberta Misticone) : la mère de Nina. Son travail précaire les conduit à mener une vie très modeste. Elle aime profondément sa fille et le sort sinistre de cette dernière la plonge dans le désespoir total : elle est obligée de renoncer à la garde de sa petite-fille Futura, incapable de l'élever ou de rejeter les revendications de la famille Di Salvo sur le bébé. Elle la confie à Paola (saison 1-2).
- Rosa Conte (Margherita Di Rauso): la mère d'Edoardo, avec qui elle entretient une relation amour/haine: elle l'aime beaucoup mais juge son comportement téméraire et irresponsable. Elle voit à quel point il ressemble à son père et craint pour son évolution (saison 1 - en cours).
- Carmela Valestra (Giovanna Sannino) : la jeune compagne d'Edoardo et la mère de son fils nouveau-né Ciro, nommé en l'honneur du chef de gang. Edoardo la considère à toutes fins utiles comme une épouse. À son insu, Edoardo la trompe avec Teresa, manquant également des moments importants comme la naissance ou le baptême de l'enfant. Elle connaît très bien le clan Ricci, notamment Rosa, l'une de ses plus proches amies. Au fil des saisons, elle montre une nature plus vindicative et farouche, rappelant à Edoardo qu'il est un serpent... Mais elle aussi (saison 1 - en cours).
- Tonino (Biagio Manna) : propriétaire d'une pizzeria à Naples, il se consacre à la communauté, à tel point qu'il prépare des plats gratuitement pour les démunis et ouvre un cours culinaire à l'IPM. Dans sa jeunesse, il s'avère qu'il a été incarcéré à l'IPM (saison 3 - 4).
- Valentina Colosimo (Selene Caramazza) : productrice musicale et amie de Lino. Elle souhaite tout d'abord proposer un contrat à Gianni, lequel refuse. Elle se tourne alors vers Giulia, cette dernière étant ravie de l'opportunité qui s'offre à elle (saison 3).

#### Anciens personnages

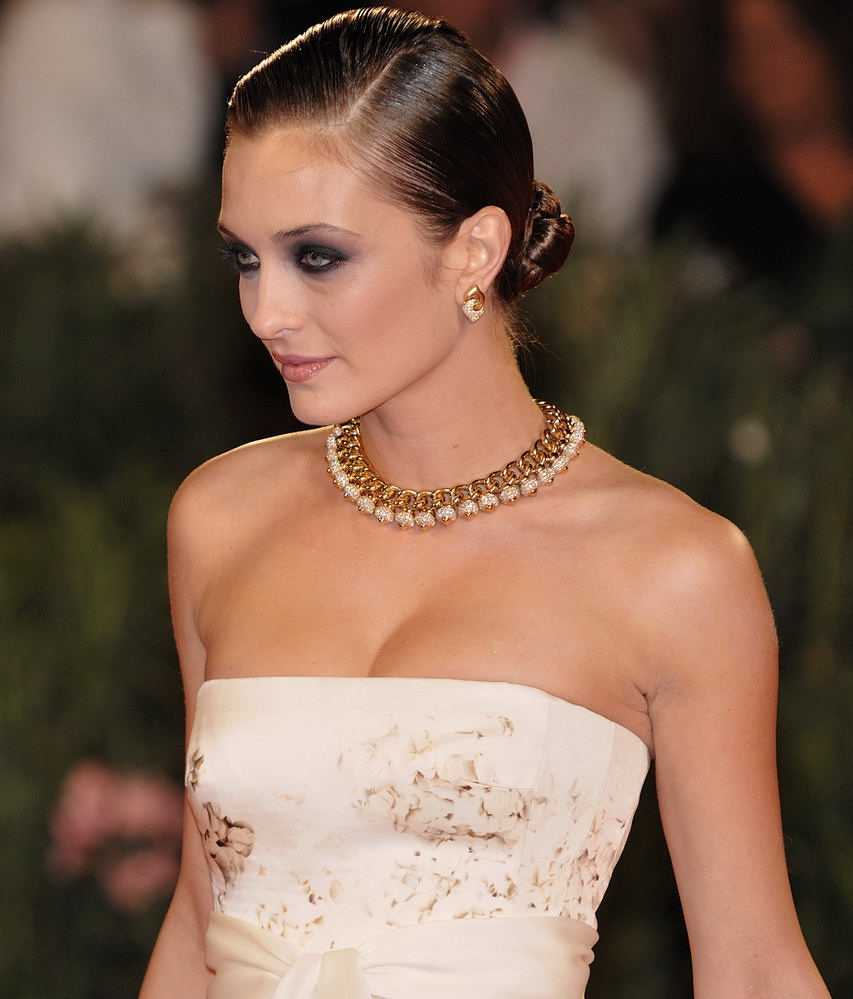
Carolina Crescentini à la Mostra de Venise, en 2009.

- Filippo « 'O Chiattillo » Ferrari (Nicolas Maupas) : issu de la bonne société milanaise et promis à un brillant avenir de pianiste. Alors qu'une soirée tourne mal, Filippo est incarcéré pour meurtre et partage sa cellule avec Carmine. Une amitié sincère naîtra entre les deux garçons. Malgré des débuts compliqués, il noue très vite une relation amoureuse avec Naditza. Dans la 3e saison il sera transféré au Beccaria (principal saisons 1-3).
- Naditza (Valentina Romani) : une gitane rom installée à Naples, pianiste virtuose et pickpocket expérimentée. Elle se fait incarcérer pour éviter un mariage arrangé. Après des débuts houleux, elle noue très vite une relation romantique avec Filippo. Dans la 3e saison elle abandonne Filippo parce-qu'il était en train de devenir un criminel à cause de leur évasion, mais ils se réconcilient dans le dernier épisode (principal saisons 1-3).
- Paola Vinci (Carolina Crescentini) : la nouvelle directrice de l'institut pénitentiaire. Elle sera retirée de la prison après les inspecteurs arrivent (principal saisons 1-3).
- Elisabetta « Liz » Centola (Anna Ammirati) : gardienne de prison, mariée à un policier souvent absent. Même si elle essaie d'avoir une approche juste avec tous les garçons, elle trahit une certaine préférence pour Edoardo. Si elle tente de le remettre sur le droit chemin, ce dernier la déçoit souvent par son caractère égoïste et inconsidéré. De nombreux détenus ont un faible pour elle mais elle sait imposer le respect. Elle sera licenciée par Sofia après avoir caché Edoardo chez elle (principal saisons 1-3).
- Ciro Ricci (Giacomo Giorgio) : figure incontournable du pénitencier, élevé dans les principes de la camorra. Malgré son jeune âge, il incarne une figure très redoutée du monde criminel napolitain. Il sera tué par Filippo comme auto défense. (principal saison 1 - récurrent saisons 2 et 3).
- Viola Torri (Serena De Ferrari) : elle s'est retrouvée en prison pour avoir brutalement tué sa meilleure amie Lara et n'a jamais montré de remords pour ce qu'elle a fait. Elle est très habile dans la manipulation psychologique, que ses cibles soient des garçons ou des filles (principal saisons 1 à 3).
- Antonio « Totò » Ascione (Antonio Orefice) : adolescent bavard et grégaire, il est toujours du côté des plus forts et fait partie de la bande de Ciro. Il est bagarreur et peut être violent, colérique et agressif. Coupable de vol et de meurtre, il quittera l'IPM et sera transféré à Poggioreale (principal saison 1 et 2, récurrent saison 3).
- Gaetano « 'O Pirucchio » (Nicolò Galasso) : jeune prisonnier, il considère l'agressivité et la prévarication comme le seul moyen de se faire respecter. Lui et Ciro se connaissaient avant leur arrestation. C'est un garçon violent et féroce, prêt à tuer sans remords. Il est pourtant issu d'une famille respectable, sans attaches criminelles. Il va connaître une rédemption aussi belle que tragique (principal saisons 1-3).
- Gemma Doria (Serena Codato) : elle est en couple avec Fabio De Gregorio, un garçon beaucoup plus âgé qui la soumet à une violence physique et verbale constante. Un jour où la situation dégénère, Gemma tire sur Fabio et est transférée à l'IPM de Naples. Elle s'y éprend de Gianni. Afin d'éloigner Fabio de Gemma, Gianni le confronte mais le tue involontairement. Gemma, malgré son désir d'être proche de Gianni, comprend qu'elle doit retrouver son indépendance. Elle quittera l'IPM de Naples et retournera à Udine (principal saisons 1-3).
- Anita Ferrari (Chiara Primavesi) : la sœur aînée de Filippo, celle qui le soutient le plus et est toujours à ses côtés. Elle n'hésite jamais à lui prêter main-forte, ni à aider Carmine, Nina et Naditza lorsque son frère le lui demande. Elle se montre amicale et serviable envers les jeunes délinquants, sans aucun préjugé (principal saisons 1-2).
- Serena Rizzo (India Santella) : adolescente introvertie au passé de toxicomane qui meurt d'overdose dans le pénultième épisode (principal saison 1).
- Nunzia (Carmen Pommella) : agent de la prison. Dure mais très protectrice envers les filles de la prison, notamment avec Naditza pour qui elle semble éprouver une affection particulière (principal saisons 1 et 2).
- Salvatore « Sasà » Baldi (Filippo Soave) :  issu de l'élégant quartier de Posillipo, c'est un garçon apparemment calme, passionné par l'informatique et la technologie. Il se retrouve à l'IPM à la suite d'une accusation d'agression sexuelle par Erika, une de ses camarades de classe. Il niera sa culpabilité jusqu'au dénouement de la saison 2 (principal saison 2).
- Nina (Greta Esposito) : la petite amie puis épouse de Carmine et la mère de Futura. Douce, attentionnée et bienveillante, elle incarne la raison de vivre du jeune homme. Elle se sacrifie pour sauver Carmine et Futura (récurrent saisons 1 et 2).
- Anna Ferrari (Giorgia Senesi) : la mère de Filippo et Anita. Sa vie a été conditionnée par les ambitions qu'elle n'a pas pu réaliser : elle voulait devenir une grande musicienne et rejoindre la Philharmonie de Berlin. Ayant échouée, elle a poussé Filippo à se lancer dans la musique pour contrebalancer ses succès manqués. Après l'arrestation de son fils, elle éprouve beaucoup de rancœur à l'égard de ce dernier (principal saisons 1-2).
- Lorenzo Cantini (Fausto Maria Sciarappa) : l'ex-mari de Paola, avocat de profession. Ils se sont séparés après un terrible accident de voiture qui a coûté la vie à leur enfant à naître. C'est un homme sympathique et attentionné, toujours amoureux de son ex-femme malgré le temps qui s'est écoulé depuis leur séparation (récurrent saisons 1 et 2).
- Vesna et Lierka (Marika Lenzi et Naomi Piscopo) : ils viennent de la même communauté que Naditza et revendiquent la fidélité à leur culture. Violents, vindicatifs et provocateurs, ils ressentent une certaine aversion pour Naditza (récurrents saisons 1 et 2).
- Amelia (Paola Benocci) : professeur d'italien, elle donne des cours au sein de l'IPM et tente fermement de donner une seconde chance aux détenus (récurrent saison 1).
- Salvatore « Salvo » Conte (Gaetano Migliaccio) : trafiquant de drogue et cousin d'Edoardo dont il est très proche (récurrent saisons 1 à 3).
- Fabio De Gregorio (Stefano Rossi Giordani durant saison 1 puis Alessio Del Mastro durant la saison 2) : le petit ami de Gemma, bien plus âgé qu'elle. C'est un homme violent, physiquement comme verbalement, ainsi qu'un manipulateur très habile. Il pousse Gemma dans une relation malsaine et toxique. La jeune fille lui tire deux balles dans la poitrine pour venger sa sœur, qu'il a défiguré à l'acide. Le garçon survit et, grâce à l'aide de Viola, parvient à reprendre contact avec elle. Il la bat après avoir découvert les sentiments de Gemma pour Gianni, autre détenu à l'IPM (récurrent saisons 1 et 2).
- Gigi (Edoardo Guadagno) : le barbier de l'IPM de Naples. Il est porté par sa bienveillance mais ne cache pas sa peur des individus les plus dangereux. (récurrent saison 1).
- Ezio Di Salvo (Emanuele Vicorito) : le frère aîné de Carmine. En opposition à ce dernier, il perpétue fièrement la tradition criminelle de la famille. C'est un trafiquant de drogue violent et impitoyable qui ne pense qu'au profit, redouté dans la pègre. Il n'y a aucune affection entre les deux frères. Ezio ne tolère ni le caractère bienveillant de Carmine, ni sa probité. Quand Ezio est arrêté, sa mère Wanda prend le contrôle total du clan Di Salvo (récurrent saison 1).
- Antonio Valletta (Vincenzo Pirozzi) : patron d'une famille de la Camorra, il était autrefois un ami proche de Massimo : c'est ce dernier qui l'a dénoncé et a témoigné contre lui. Il est arrêté pour meurtre et détenu à la prison de Poggioreale. Il est le père de Nazario, le garçon tué par Carmine pour protéger Nina d'une tentative de viol (récurrent saison 1).
- Vittorio Ferrari (Edoardo Ribatto) : le père de Filippo et Anita. Homme distingué et élégant, il se montre beaucoup plus compréhensif que sa femme Anna vis-à-vis de son fils : il essaie de l'aider et de le soutenir au maximum, tout en gardant sa famille unie malgré les difficultés (récurrent saison 1).
- Pietro Ricci (Domenico De Meo) : le frère aîné de Ciro et Rosa, héritier du clan Ricci ; il ne manque jamais une occasion d'humilier Ciro, qu'il juge incompétent. Il est abattu par un homme de main de Wanda Di Salvo (récurrent saisons 1 et 2).
- Ambra Doria (Carolina Salvador) : la sœur de Gemma. Avec sa mère, elles essaient par tous les moyens d'éloigner Gemma de son petit ami violent Fabio. Ce dernier confond les deux sœurs et lui jette de l'acide au visage. Elle subit plusieurs interventions chirurgicales (récurrent saisons 1 à 3).
- Liliana Tonin (Linda Gennari) : la mère veuve de Gemma et Ambra, elle élève seule ses filles. Elle décide de quitter Udine avec sa famille pour éloigner Gemma de son petit ami violent Fabio. Avant d'avoir pu mettre son projet à exécution, Gemma est arrêtée pour avoir tenté de tuer Fabio (récurrent saison 1).
- Francesco Russo (Pasquale Marotta) : un trafiquant de drogue qui travaille pour le clan Ricci, ami de Ciro et Gaetano. Bien que Ciro l'ait toujours aimé comme un frère, il le tue sans hésitation sur les ordres de son père (récurrent saisons 1 et 2).
- Alessandro Romano (Marco Mario de Notaris) : le cadet de Beppe qui, contrairement à lui, a choisi de gérer avec succès l'entreprise familiale. Il est à l'opposé de son frère : il méprise fortement ceux qui font partie des milieux sociaux inférieurs. Pour tenter de l'éloigner de ses intentions et de ce monde qu'il ne considérait pas à sa hauteur, Alessandro se comporte de manière mesquine et malhonnête envers Latifah, la petite-amie de son frère (récurrent saison 2).
- Luisa (Enrica Pintore) : la mère très riche de Sasà. Femme classiste et snob, elle est surprotectrice envers son fils et exerce sur lui un contrôle étouffant et intrusif. Séparée de son mari qui a déménagé à New York, elle se lance dans une brève relation avec Lino. Par ce stratagème, elle espère obtenir une protection pour son fils entre les murs de la prison ; malgré ses avocats qui tentent de soudoyer Erika, ses plans pour disculper son fils se morcèlent après qu'il a choisi d'avouer (récurrent saison 2).
- Erika (Greta De Simone) : une camarade de classe de Sasà. Elle est la fille du gardien de l'institut privé qu'ils fréquentent tous les deux et donc de statut social inférieur à celui du garçon. Les deux commencent à sortir ensemble malgré la désapprobation de Luisa. Lorsque Sasà la force à avoir des relations sexuelles avec lui, elle dépose plainte pour viol et ce dernier est arrêté et emmené à l'IPM (récurrent saison 2).
- Latifah Hailo (Liliana Mele) : la mère de Kubra, forcée de subvenir à ses besoins et à ceux de sa fille en se prostituant. Par le passé, elle a eu une relation importante avec Beppe. Lorsqu'il s'est avéré qu'elle l'a trompé, leur relation a pris fin et elle n'a pas eu le temps de lui révéler qu'elle était enceinte. Elle sera tuée par un client. (récurrent saison 2 et 3).
- Matteo (Andrea Verticchio) : petit-ami de Cucciolo. Il projette de s'enfuir à Berlin avec lui mais leur projet est ruiné par son père. Homophobe, ce dernier le tabasse puis l'abandonne aux limites de la mort. Lorsque Cucciolo rejoint son compagnon, il le découvre dans un état critique. Alors qu'il saigne abondamment, Matteo supplie Cucciolo de réaliser leur rêve et de gagner l'Allemagne. Son petit-ami refuse de s'y rendre sans lui et court chercher de l'aide, mais il meurt dans le même temps (récurrent saison 3).
- Luna (Marika Gambardella alias Vanalya Lure) : femme transgenre Elle travaille en tant que vendeuse dans une boutique de vêtements et a été victime d'une relation abusive avec un certain Enzo. Instruite et indépendante, elle héberge Milos et l'aide dans ses études, notamment en littérature où elle l'éclaire sur les subtilités de Moby-Dick. Si Luna est plus âgée, l'adolescent, fasciné, tombe vite sous son charme. La jeune femme semble beaucoup l'apprécier de son côté, même si leur relation reste platonique. Lors d'une altercation qui dégénère, elle tue Enzo pour protéger Milos. Ce dernier s'accuse du crime malgré ses protestations, arguant qu'étant mineur, la peine sera moins lourde pour lui (récurrent saison 2-3).

### Tournage
Mare fuori est tournée intégralement en Campanie. Naples est le lieu de tournage principal ; l'IPM a pour cadre la base marine du môle San Vincenzo. Quelques scènes ont également été tournées à Salerne et Cava de' Tirreni.

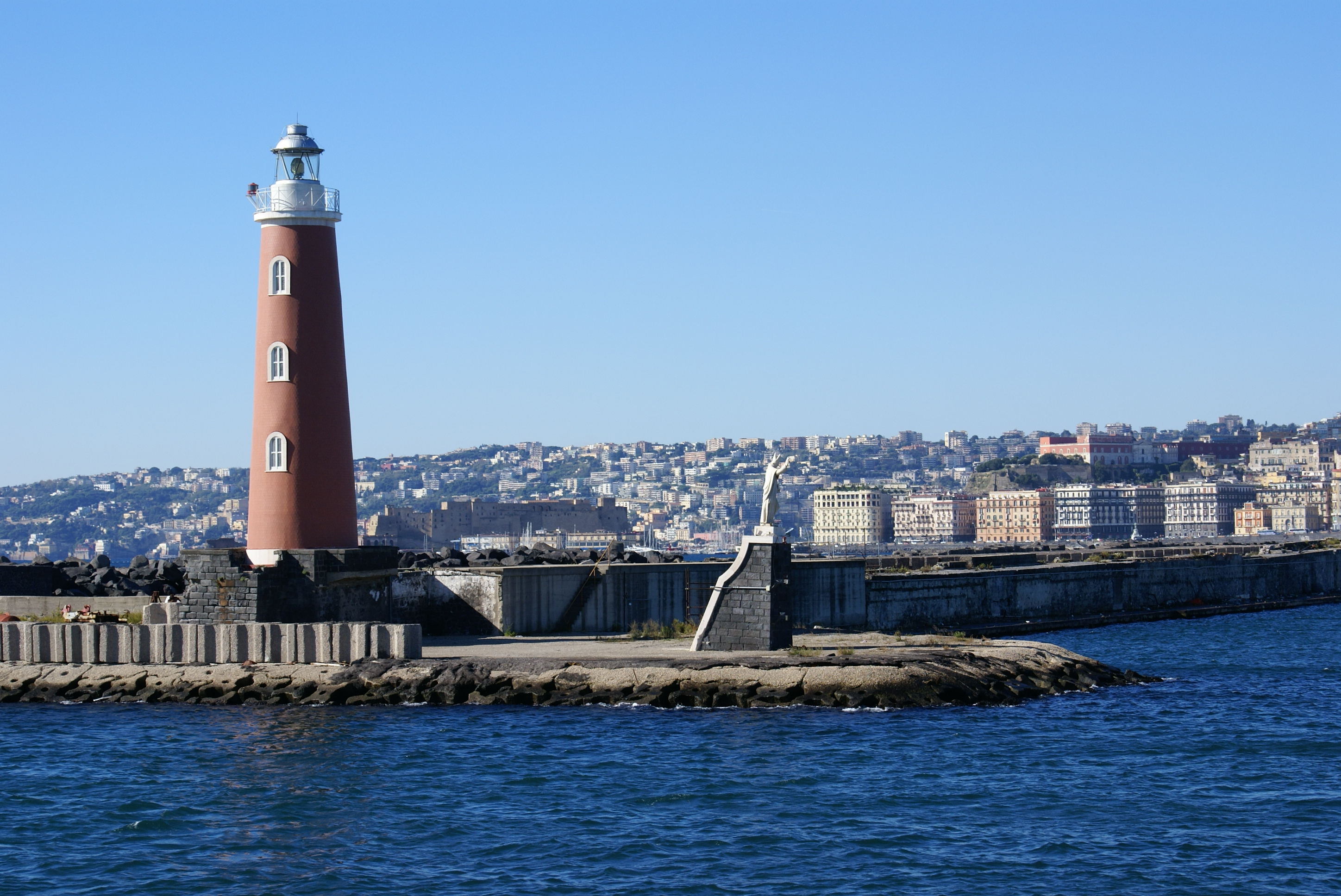
Le môle San Vincenzo, l'un des lieux de tournage.

Quelques scènes majeures ont été tournées dans les lieux suivants :
- Galleria Umberto - Naples
- Jardin botanique - Naples
- Gare de Toledo (it) - Naples
- Via dei Tribunali - Naples
- Villa di Grotta Marina (it) - Naples
- Rione Sanità - Naples
- Piscina mirabilis - Misène[4]

### Fiche technique
- Titre original : Mare fuori
- Réalisation : Carmine Elia, Milena Cocozza, Ivan Silvestrini
- Scénario : Maurizio Careddu, Cristiana Farina, Peppe Fiore, Luca Monesi, Paolo Piccirillo
- Direction artistique : Antonio Farina
- Costumes : Giuliana Cau
- Photographie : Roberto Cimatti
- Musique : Stefano Lentini
- Production : Chiara Grassi, Roberto Sessa, Gaetano Daniele
- Société(s) de production : Rai Fiction, Picomedia
- Société(s) de distribution : RaiPlay, Netflix, Beta Film
- Pays d'origine :  Italie
- Langue originale : italien, napolitain
- Format : couleur — 16:9 HD
- Genre : série télévisée sur l'adolescence, drame, romance
- Durée : 62 épisodes d'environ 50 minutes
- Dates de sortie :
  - Italie : 23 septembre 2020 (Rai 2)
  - Allemagne : 14 septembre 2022 (Disney+)
  - Israël : ? (HOT)
  - Amérique latine : ? (HBO Max)

## Univers de la série
La série aborde plusieurs thèmes sombres : organisation du milieu carcéral, relations toxiques, violences psychologiques et physiques, addictions diverses, liens de la jeunesse napolitaine avec la Camorra, pressions familiales, sexisme, lutte des classes, corruption, homophobie, automutilation, handicap, difficultés liées à la réinsertion...
Elle traite aussi de thématiques plus positives comme la rédemption, le pardon, l'investissement artistique, les premiers émois, l'amour, l'amitié, la solidarité, le passage à l'âge adulte ou la parentalité. Certains journalistes rapprochent la série du roman Almarina de Valeria Parrella, via sa volonté « de raconter une autre Naples [...] par des yeux qui ne sont pas accusateurs mais emplis d'espoir ».
Mare fuori présente également une grande variété de protagonistes, indépendamment de leur âge ou de leur genre, tant d'un point de vue social qu'ethnique - en tout, c'est une vingtaine de personnages principaux très diversifiés qui se trouve au cœur de l'intrigue. Elle met aussi en avant des figures LGBTQ+, que ce soit via l'énigmatique Luna (campée par Marika Gambardella / Vanalya Lure, une figure de la transidentité napolitaine), ou Milos (Antonio D'Aquino) et Luigi « Cucciolo » Di Meo (Francesco Panarella), protagonistes centraux ouvertement gays. Ces derniers sont fréquemment interrogés sur leurs rôles et la place de la communauté LGBTQ+ au sein de la série par la presse. Selon Antonio D'Aquino, incarner Milos lui a permis de démontrer « que l'amour n'a pas de barrières et qu'il faut avoir la force d'affronter les préjugés ». Questionné sur la trame sentimentale de son personnage, Francesco Panarella a répliqué quant à lui que « [ce] n'est pas une histoire d'amour homosexuelle : c'est une histoire d'amour, point final ». L'actrice et mannequin transsexuelle Marika Gambardella, plus connue sous le pseudonyme de Vanalya Lure, a déclaré que Luna dépassait « les préjugés et stéréotypes classiques », renvoyant un « message de liberté, d'être toujours soi-même indépendamment de tout, sans crainte d'être discriminé ». Si elle reste très positive sur cette expérience télévisuelle et les messages abordés par la série, Gambardella reconnaît avoir été victime de transphobie et avoue avoir reçu de nombreux messages haineux à l'encontre de son personnage.

## Accueil

### Audiences
Le 10 juin 2022, les deux premières saisons de Mare fuori ont été incluses dans le catalogue Netflix. Sa sortie sur la plateforme donne à la série un essor inédit et la transforme en phénomène culte,,, : de juin à octobre 2022, la production italienne reste de façon ininterrompue dans le top 10 des séries les plus regardées en Italie au côté des séries phares Stranger Things et Better Call Saul. Avant même la diffusion de la troisième saison, la série obtient un renouvellement pour une quatrième, cinquième et sixième saison,. En février 2023, les trois premières saisons cumulaient déjà 54 millions de vues.

### Accueil critique
Selon les critiques, son succès réside dans ses personnages : la psychologie des protagonistes, leur histoire respective, leur sincérité, leur empathie et l'habileté des comédiens les incarnant les démarquent des productions analogues. Le journaliste Vincenzo Acerenza souligne la singularité de Mare fuori dans le panorama télévisé italien, cette dernière s'avérant « véritablement innovante dans sa manière de raconter une certaine réalité à l'écran ». Acerenza affirme par ailleurs qu'elle pourrait être « le point de départ d'une nouvelle conception de série ».
Pour le réalisateur Ivan Silvestrini, l'une des raisons « pour lesquelles Mare fuori s'est enracinée dans le cœur de tant de gens repose précisément sur l'expérience de partage social. [...] Il y a des enfants qui font des erreurs sans en tirer des leçons et des enfants qui font tout pour être meilleurs. Beaucoup de jeunes s'identifient aux personnages de la série même s'ils ne se sont pas retrouvés en détention juvénile ».
La société de production et de distribution Beta Film acquiert les droits de diffusion de Mare fuori pour la France, l'Allemagne, les pays scandinaves ainsi que l'Espagne. En 2020, des négociations sont en cours avec les États-Unis.